# 舒謨
舒謨（14世紀—15世紀），字愷政，江西饒州府樂平縣人，明朝政治人物。

## 生平
舒謨是永樂十八年（1420年）舉人，次年（1421年）聯捷進士，獲授杞縣知縣，改定前知縣章以善留下的法則，周濟貧民、愛民如子，判案一訊即得實情，丁父憂服闋後調任旌德，為政仁慈而廉敏，又因母親逝世離任回鄉。
不久舒謨再改任定海知縣，律己以嚴讓武官敬服，後入朝為監察御史，死後入祀鄉賢祠、寧國名宦祠。

## 引用
1. 1 2  同治《樂平縣志·卷八·人物志》：舒謨，字愷政，坊人，永樂辛丑進士，杞縣知縣，父憂闋調旌德，政尚慈祥，廉敏不苛求，百姓愛慕。繼以母憂改定海，定海鄙遠壓於兵鎮，舊令苦掣肘，謨律己處人一出於正，武弁敬服之，遂得展所施，廷覲拜監察御史，卒祀鄉賢、寧國名宦。 舊志載能吏。
2. ↑  同治《樂平縣志·卷七·選舉志》：進士……明……（永樂）十九年辛丑曾鶴齡榜……舒謨，見宦業……鄉舉……明……（永樂）十八年庚子鄉試……舒謨，辛丑進士
3. ↑  乾隆《杞縣志·卷九·職官志》：舒謨，樂平人，宣德初以進士知杞縣，因章公之法稍圮，乃更定賦役、周給貧乏、愛民如子，又敏于聽斷，凡疑獄不決者一訊即得其情，邑中多所建置，民不為病，亦一時能吏云。
4. ↑  乾隆《旌德縣志·卷六·職官志》：舒謨，樂平人，進士，宣德九年任，慈惠廉敏，行政宜民，以艱去，後擢御史。 府志良吏
5. ↑  光緒《鎮海縣志·卷十九·名宦傳》：舒謨，字凱政，江西樂平人，永樂中成進士知定海，定海鄙遠壓於兵鎮，謨律己處人一出於正，將弁敬服之，遂得竟所施，升御史。 《江西通志》